# Deccan Chronicle
Deccan Chronicle (en idioma inglés 'Crónica del Decán') es un periódico de los estados indios de Andhra Pradesh, Karnataka y Tamil Nadu. Fundado en 1938, se trata del diario en lengua inglesa de mayor circulación del sur de la India. Tiene una tirada que supera el millón de ejemplares diarios.
Se distribuye junto a los suplementos TV Guide, Sunday Chronicle, Chennai Chronicle y Bengaluru Chronicle.
Desde mayo de 2004, se encarga de imprimir y distribuir en su región de influencia una edición facsímil del International Herald Tribune.